# Dictyna albopilosa
Dictyna albopilosa är en spindelart som beskrevs av Franganillo 1936. Dictyna albopilosa ingår i släktet Dictyna och familjen kardarspindlar.
Artens utbredningsområde är Kuba. Inga underarter finns listade i Catalogue of Life.